# Marie Harel
Marie Harel (Crouttes, 28 aprile 1761 – Vimoutiers, 9 novembre 1844) è stata un'inventrice francese, nota per essere la creatrice -secondo la leggenda- del formaggio Camembert.

## Biografia

### Invenzione del Camembert
La paternità dell'invenzione del Camembert non è accertata da fonti accreditate, si presume sia prodotto dalla fine del XVII secolo; a tal proposito Thomas Corneille menziona nel suo dizionario geografico pubblicato nel 1708, un formaggio famoso nel paese di Camembert scrivendo: «Vimonstiers: [...] c'è ogni lunedi un grande mercato in cui uno porta gli ottimi formaggi di Livarot e il Camembert».
Secondo la leggenda, il Camembert è stato sviluppato nel 1791 da Marie Harel, una contadina di Camembert, con la consulenza di un prete originario di Brie Charles-Jean Bonvoust, rifugiato a Beaumoncel nel villaggio di Camembert durante la rivoluzione francese.

### Espansione del Camembert
Il successo del Camembert si ha nella prima metà del XIX secolo, per merito dei discendenti di Marie Harel che ne hanno sviluppato la produzione su larga scala; tra cui il nipote Cyrille Paynel, creando un caseificio nel comune di Le Mesnil-Mauger in Calvados .